# Синдром задержки фазы сна
Синдром задержки фазы сна (синдром позднего засыпания) — хроническое расстройство циркадного ритма, проявляющееся в виде очень позднего засыпания (часто после 01:00) и позднего пробуждения с невозможностью сместить время сна на более ранние часы. Помимо времени сна, у пациентов смещены ритмы выработки гормонов и ритм температуры тела.
Попытки заставить себя рано вставать (например, при помощи будильника) не приводят к более раннему засыпанию, как у большинства людей, а лишь к недосыпанию, дневной сонливости и снижению работоспособности. Пациенты могут заснуть раньше только при очень значительном недосыпании (например, если не спали ночью вообще), но и это обычно не приводит к более раннему засыпанию в последующие дни.
Пациенты обычно засыпают с 01:00 до 06:00, но заснув, имеют качественный сон нормальной продолжительности для своего возраста, если не страдают от других нарушений сна. Это отличает их от страдающих бессонницей. Основными проблемами являются очень тяжёлый подъём утром и недосыпание. При возможности следовать своему расписанию, например, спать с 02:00 до 10:00, сон пациентов улучшается.
Синдром задержки фазы сна следует отличать от социального джетлага, при котором позднее засыпание обусловлено поведением человека, например, походом на дискотеку на выходных или чрезмерным использованием компьютера или смартфона перед сном.

## Диагностика
Синдром задержки фазы сна может быть диагностирован при помощи дневника сна или актиграфии. Иногда используется полисомнография, прежде всего, чтобы исключить другие нарушения сна. Несмотря на наличие синдрома в Международной классификации болезней и в Международной классификации расстройств сна, большинство врачей не знают о существовании синдрома и либо не считают проблему пациента медицинской, либо ошибочно диагностируют его как бессонницу или психическое расстройство. Сомнологи указывают, что при подготовке врачей нужно уделять больше внимания расстройствам сна.

### Критерии тяжести
Международная классификация расстройств сна устанавливает следующие критерии тяжести:
- Лёгкая: сон не наступает в течение 2 часов относительно желаемого времени засыпания на фоне лёгкой социальной или профессиональной дисфункции.
- Средняя: сон не наступает в течение 3 часов на фоне средней дисфункции.
- Тяжёлая: сон не наступает в течение 4 часов на фоне тяжёлой дисфункции.

## Этиология

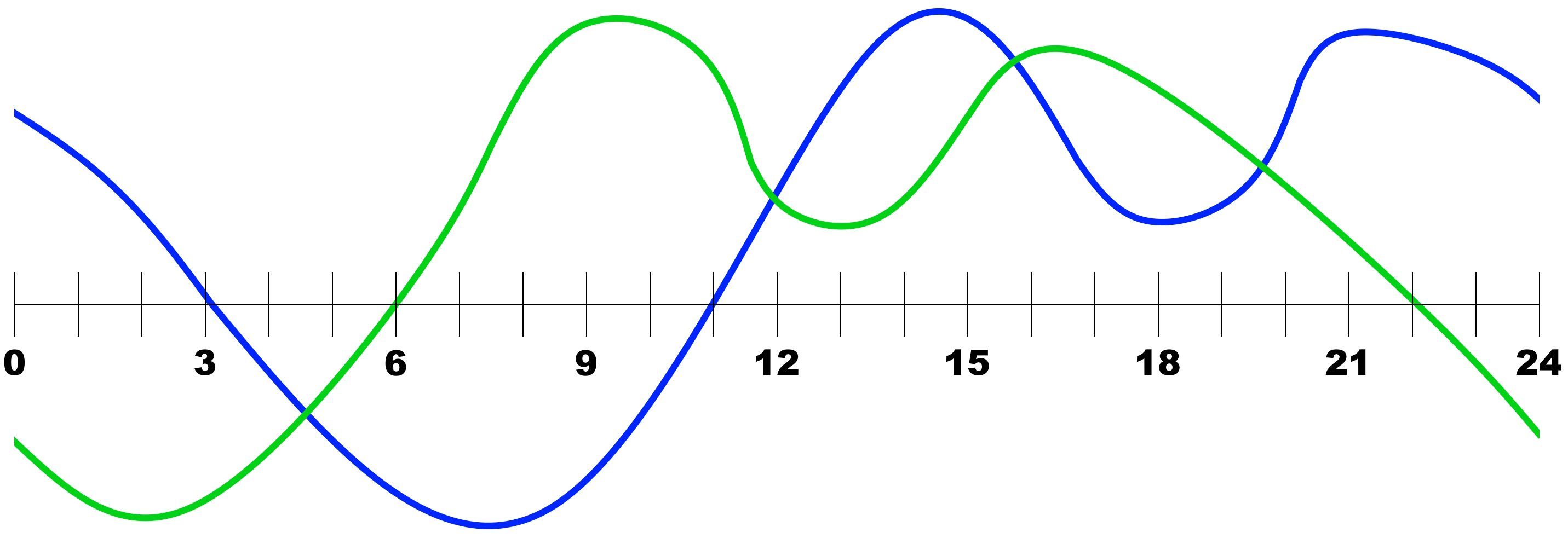
Сравнение циркадного ритма сна-бодрствования в норме (зелёный график) и при синдроме задержки фазы сна (синий график)

Синдром часто развивается в подростковом возрасте, но многие пациенты имели тенденцию к позднему засыпанию и в детском возрасте.
Среди предполагаемых причин синдрома выделяют:
- чрезмерную чувствительность к вечернему свету;
- слабую чувствительность к утреннему свету;
- эндогенную продолжительность циркадного ритма, значительно превышающую 24 часа[6].

В большинстве случаев причина синдрома остаётся неизвестной. Синдром часто наследуется; некоторые исследования предполагают, что проблема может быть связана с генами hPer3 (human period 3) и CRY1. Задокументированы случаи перехода синдрома задержки фазы сна в синдром не-24-часового сна-бодрствования, при котором пациент каждый день засыпает всё позже и позже. Также есть несколько задокументированных случаев развития синдрома задержки фазы сна и синдрома не-24-часового сна-бодрствования после черепно-мозговой травмы.

## Лечение
По состоянию на 2018 год не существует способа избавиться от синдрома задержки фазы сна. Снотворное обычно неэффективно. Но существуют методы, позволяющие при ежедневном применении сдвинуть циркадный ритм на более раннее время. В тяжёлых случаях необходимо подстраивать социальные обязанности под удобное для пациента время.

### Фототерапия

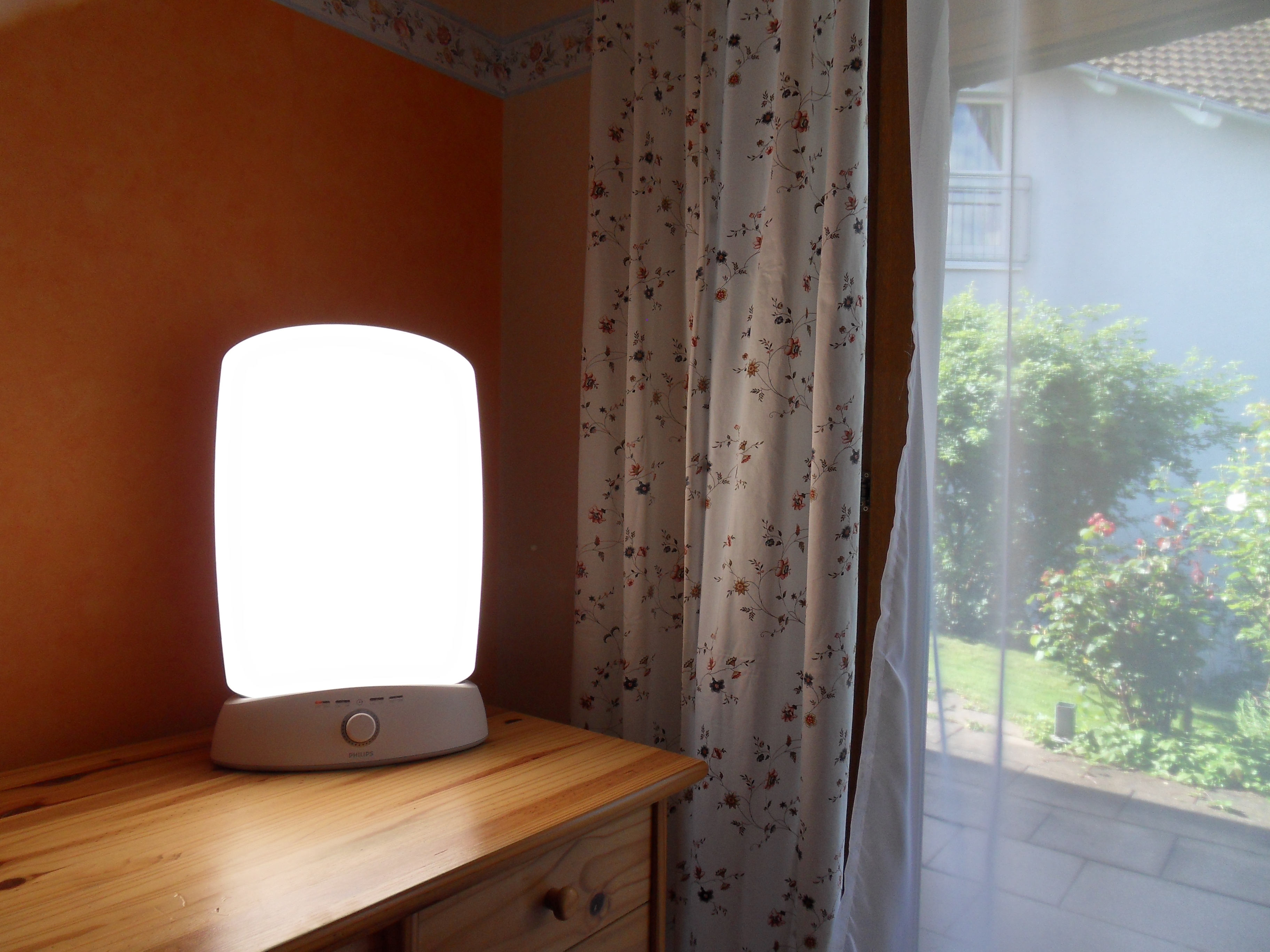
Яркость лампы должна быть сравнима с яркостью солнечного света

Фототерапия основана на следующем эффекте: попадая на сетчатку глаза, свет воздействует на клетки ipRGC, которые посылают сигнал в супрахиазматическое ядро — отдел мозга, управляющий циркадными ритмами. Световой сигнал является для организма основным источником информации о времени. Сразу при пробуждении или даже за несколько часов до него можно применять яркий свет (около 2500-10000 люкс в течение от 30 минут до 2 часов), а вечером избегать света, в особенности в голубой части спектра, который излучают ноутбуки, смартфоны и другие экраны.

### Мелатонин
Мелатонин часто продаётся в больших дозах (порядка 3 мг) и рекомендуется к употреблению за час до сна, однако, согласно кривой реакции фазы, приём в такое время несущественно влияет на циркадный ритм. Для смещения циркадного ритма на более раннее время его стоит употреблять в небольшой дозе (0,5 мг) за 6—8 часов до естественного (без приёма медикаментов) времени засыпания. Время приёма гораздо важнее дозировки: приём 0,3 мг и 3 мг мелатонина имеет практически одинаковые эффекты на циркадный ритм, в свою очередь приём очень больших доз может оказаться контрпродуктивным.

### Хронотерапия задержки фазы
Суть хронотерапии задержки фазы в том, что пациент каждый день ложится спать на несколько часов позже, пока не будет достигнуто желаемое время засыпания. Например, если пациент спал с 03:00 до 12:00, то можно применить такой режим:
- День 1: сон с 06:00 до 15:00;
- День 2: сон с 09:00 до 18:00;
- День 3: сон с 12:00 до 21:00;
- День 4: сон с 15:00 до 00:00;
- День 5: сон с 18:00 до 03:00;
- День 6: сон с 21:00 до 06:00.

После хронотерапии нужно строго соблюдать гигиену сна, так как организм будет иметь тенденцию к смещению времени сна на более поздние часы.
Хронотерапия задержки фазы опасна: она может приводить к синдрому не-24-часового сна-бодрствования, при котором пациент каждый день засыпает всё позже и позже.

## Прогноз
Синдром задержки фазы сна значительно влияет на жизнь пациента. Неспособность встать в нужное время и утренний сон часто рассматривают не как медицинскую проблему, а как признак лени и недисциплинированности, особенно когда они приводят к опозданиям. Недосыпание приводит к ухудшению самочувствия и падению работоспособности, особенно в утренние часы. Невозможность уснуть в нужное время также часто считается дисциплинарной или психологической проблемой, тем более когда речь идет о подростках.
В случаях, когда синдром задержки фазы сна невозможно устранить имеющимися методами, единственным выходом остаётся адаптация жизни пациента под его режим сна.
Около 50 % пациентов удовлетворяют критериям клинической депрессии как минимум средней степени тяжести. Неизвестно, вызвана ли депрессия той же биологической причиной, что и сам синдром, или спровоцирована недосыпанием и социальной неприемлемостью позднего режима сна.

## Эпидемиология
Распространённость синдрома сложно оценить, прежде всего потому, что неясно, в каких случаях позднее засыпание поддерживается поведением человека, а в каких вызвано биологическими факторами. Согласно данным различных исследований, распространённость среди взрослых колеблется от 0,13 % до 3 %, а среди подростков — от 3 % до 16 %.